# Snilovské sedlo
Snilovské sedlo (1524 m) – przełęcz w głównym grzbiecie Krywańskiej Małej Fatry, pomiędzy szczytami Wielki Krywań (na zachodzie) i Chleb (na wschodzie). Północno-wschodnie stoki spod przełęczy opadają do tzw. Starej Doliny (górna odnoga Doliny Wratnej), południowe do Snilovskiej doliny.

## Turystyka
Przełęcz Snilovské sedlo jest licznie odwiedzana przez turystów. Rejon przełęczy jest trawiasty i roztacza się z niego szeroka panorama widokowa. Z Doliny Starej prowadzi na przełęcz kolejka gondolowa Vrátna - Chleb, wybudowana w 2005 r. w miejsce starszej kolei krzesełkowej. Dolna stacja tej kolejki znajduje się przy chacie Vrátna, górna nieco poniżej przełęczy. Kolejka pokonuje różnicę wysokości 754 m. Na przełęczy Snilovské sedlo znajduje się też skrzyżowanie kilku popularnych szlaków turystycznych.
  głównym grzbietem z Wielkiego Krywania na Chleb,
  Vrátna – Snilovské sedlo (2 h) – Chata pod Chlebem (0.30 h),
  Starý dvor – Príslop – Baraniarky – Maľe sedlo – Žitné – Veľké sedlo – Kraviarske – Sedlo za Kraviarskym – Chrapáky – Snilovské sedlo.
Na turystów czekają także szlaki narciarskie oraz kompleks narciarski wzdłuż kolei gondolowej (Vrátna Free Time Zone).